# Wilhelm Gebers

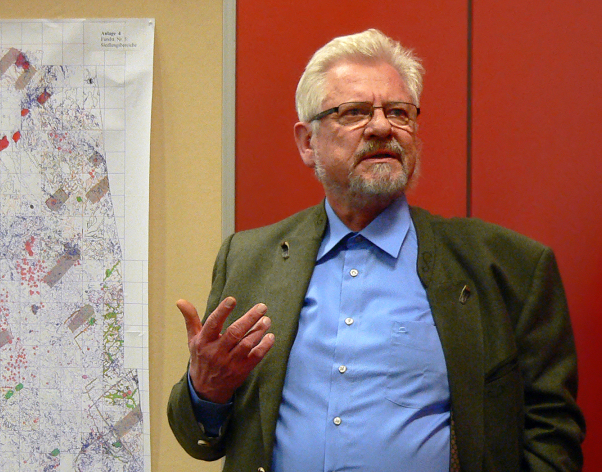
Wilhelm Gebers vor einem Grabungsplan der Siedlungskammer Rullstorf, 2014

Wilhelm Gebers (* 3. November 1944 in Holsthum) ist ein deutscher Prähistoriker, der sich schwerpunktmäßig mit Siedlungsarchäologie befasst.

## Werdegang
Wilhelm Gebers wuchs in der Südeifel nahe der luxemburgischen Grenze auf. Bereits als Schüler entdeckte er neue Fundstellen. 1966 machte er sein Abitur und studierte in Saarbrücken und Kiel Ur- und Frühgeschichte, vorderasiatische Archäologie und Geologie. Von 1973 bis 1979 war er als Wissenschaftler am Institut für Ur- und Frühgeschichte der Christian-Albrechts-Universität zu Kiel in einem Sonderforschungsbereich zu Skandinavien und zum Ostseeraum tätig. 1974 promovierte Gebers bei Rolf Hachmann zum Endneolithikum und zur Frühbronzezeit im Mittelrheingebiet.
1979 wechselte Wilhelm Gebers von der Universitätsforschung zur Bodendenkmalpflege und ging an das neu gegründete Institut für Denkmalpflege in Hannover, dem Vorläufer des Niedersächsischen Landesamtes für Denkmalpflege. Dort wurde er Dezernent, zu dessen Schwerpunktaufgaben die Siedlungsforschung und das Mittelalter gehörten. Kommissarisch nahm er die Aufgabe der Bezirksarchäologie für den Regierungsbezirk Lüneburg wahr. 2005 übernahm Gebers als weitere Aufgabe die Bezirksarchäologie des ehemaligen Regierungsbezirks Hannover. 2009 wurde er pensioniert.
1999 gründete sich auf die Initiative von Wilhelm Gebers der Freundeskreis für Archäologie in Niedersachsen, dessen Vorsitz er bis 2016 innehatte. 2006 barg er mit Vereinsangehörigen den Bronzeeimer von Sasendorf. Gebers ist die Einbeziehung bürgerschaftlichen Engagements in die archäologische Denkmalpflege wichtig.

### Einzelne Untersuchungen
Während seiner Studienzeit sammelte Gebers umfangreiche Grabungserfahrungen im In- und Ausland. Er nahm an Ausgrabungen für das Landesmuseum Trier, im Saarland, in Bayern (Oppidum von Manching), an der Nordsee (Marschensiedlung Hatzum-Boomborg), im Libanon (Tell Kāmid el-Lōz) und in Irland (Rathgall) teil. Zwischen 1975 und 1979 untersuchte er im Rahmen der Universitätsforschung die Siedlungskammer Bosau und die slawische Burg auf dem Bischofswarder. Als hauptamtlicher Denkmalpfleger erforschte er von 1979 bis 2009 die Siedlungskammer Rullstorf, eines der bedeutendsten siedlungsarchäologischen Projekte in Norddeutschland. Er führte weitere bedeutende Grabungsprojekte durch, wie die Freilegung eines Megalithgrabes und zweier bronzezeitliche Langhäuser nahe Ochtmissen beim Bau der A 250. Des Weiteren dokumentierte er bei Deutsch Evern ein bronzezeitliches Grabhügelfeld auf der Trasse der B 4 und unternahm  Rettungsgrabungen in der Grafschaft Bentheim. 2002 war er Projektleiter für die archäologischen Untersuchungen in Niedersachsen beim Bau einer
Pipeline von Stade nach Teutschenthal.

## Veröffentlichungen (Auswahl)
- mit Bernhard Rozanski: Der slawische Burgwall auf dem Bischofswarder, Neumünster, 1986
- Ein sächsischer Kultplatz mit Gräberfeld in Rullstorf, Ldkr. Lüneburg in: Ausgrabungen in Niedersachsen. Archäologische Denkmalpflege 1979–1984. Stuttgart 1985.
- Rullstorf - 20 Jahre Archäologie am Rand der Elbmarsch in: Archäologie|Land|Niedersachsen - 400 000 Jahre Geschichte, 2004
- Auf dem Weg nach Walhall. Die Pferde der Altsachsen – Begleiter in Leben und Tod. Industrie-Museum Lohne, Lohne 2004, ISBN 3-9808151-8-8.
- mit Friedrich Lüth: Rullstorf I. Die archäologischen Untersuchungen im Bereich der Fundstelle 5. Grabungsjahre 1979-1982, Hannover 1996, ISBN 3-7752-5642-3
- Rullstorf II. Die archäologischen Untersuchungen im Bereich der Fundstelle 5. Grabungsjahre 1983-2009, Rahden, 2014, ISBN 978-3-89646-977-9
- Rullstorf III. Die archäologischen Untersuchungen im Bereich der Fundstelle 5, Grabungsjahre 1983-2009, Katalog der Quadrantenfunde, Rahden, 2015
- mit Peter Caselitz, Robert Lehmann, Georgios Avraam: Rullstorf IV. Das jungbronzezeitliche Urnengräberfeld der Fundstelle 8, Rahden, 2018